# Metropolia Ernakulam–Angamaly
Metropolia Ernakulam–Angamaly – metropolia Syromalabarskiego Kościoła katolickiego w Indiach. Erygowana w dniu 16 grudnia 1992 roku. W skład metropolii wchodzi 1 archieparchia i 2 eparchie.
W skład metropolii wchodzą:
- - Archieparchia Ernakulam-Angamaly
  - Eparchia Idukki
  - Eparchia Kothamangalam